# Strangalia saltator
Strangalia saltator es una especie de escarabajo longicornio del género Strangalia, categorizada en la tribu Lepturini, de la subfamilia Lepturinae. Fue descrita por Bates en 1885.

## Descripción
Mide 12,75-18 mm de longitud.

## Distribución
Se distribuye por Costa Rica y Panamá.